# Lijfwacht
Een lijfwacht (vaak ook bodyguard, officieel persoonsbeveiliger) is een persoon die de beveiliging verzorgt van een andere persoon. Zijn of haar belangrijkste taak is het beschermen van die andere persoon, meestal een beroemd of belangrijk iemand zoals een politicus of popster. Een lijfwacht kan een dergelijk persoon beschermen tegen moord, ontvoering of andere gevaren.
Dergelijke persoonsbeveiliging wordt uitgevoerd door zowel de overheid, zoals in Nederland door de DKDB, als door particuliere beveiligingsorganisaties. In beide gevallen is voor de beveiliger of ambtenaar een specifieke opleiding tot lijfwacht vereist.
In Nederland hebben sinds de moord op Pim Fortuyn een aantal politici bewaking om hen tegen gevaren te beschermen, zoals Geert Wilders.

## Verhoogd risico
Verhoogd risico geldt voor personen met veel geld, macht en aanzien, zoals directeuren van grote bedrijven, ministers of bekende personen. Hun belagers komen meestal uit het criminele circuit. Denk bijvoorbeeld aan de ontvoerders van biermagnaat Freddy Heineken. Maar het kan ook gaan om iemand die daarvoor nooit iets misdadigs heeft gedaan, zoals de moordenaar van Ahold-topman Gerrit Jan Heijn.

## Taken
Persoonsbeveiliging dient ertoe om gewelddadige aanvallen op dergelijke belangrijke personen effectief te bestrijden door deze te voorkomen, te verhinderen of doeltreffend tegen te gaan met alle menskracht die daarvoor nodig is en met alle middelen die wettelijk geoorloofd zijn.

## Passief en actief
Bij het nemen van beveiligingsmaatregelen in het algemeen valt er een onderscheid te maken tussen 'passieve' en 'actieve' beveiliging.
Passieve persoonsbeveiliging wordt gevormd door objecten en apparaten die bijdragen aan de veiligheid. Bijvoorbeeld een gepantserde auto, donkergetint glas, een kogelwerend vest, hekwerk onder spanning, deuren die alleen met een code, vingerafdruk, stem of pas open gaan, beveiligingscamera's, rookmelders, een saferoom voor acute noodsituaties etc.
Actieve persoonsbeveiliging is beveiliging waarbij mensen actief zijn. Vroeger de poortwachters, schildwachten en wachters in uitkijktorens. Tegenwoordig de portiers bij de ingang van een gebouw, de receptionistes, de bewakers achter de monitoren van de beveiligingscamera's, de teamleiders of afdelingshoofden die een veiligheidsanalyse maken en een veiligheidsplan opstellen, de lijfwachten die de vip persoonlijk begeleiden en het veiligheidsplan uitvoeren etc.
In de praktijk gaan passieve en actieve persoonsbeveiliging meestal samen. Beveiligingscamera's zijn immers alleen functioneel als er ook iemand achter monitoren zit die de boel in de gaten houdt. En een lijfwacht is extra alert als hij ergens een alarmbel hoort rinkelen.
Persoonsbeveiliging is een vak in ontwikkeling en het begin ervan ligt eeuwen terug. Er is steeds meer aandacht voor, steeds meer behoefte aan en ook steeds meer geld voor. En er zijn ook steeds meer technologische snufjes waar persoonsbeveiligers gebruik van maken.
Er zijn verschillende redenen voor deze toename, namelijk; De veranderende situatie in de wereld om ons heen, groeiende spanningen in de multiculturele samenleving, toenemende terroristische dreigingen, meer liquidaties in het criminele circuit.
Nog niet zo lang geleden was persoonsbeveiliging in Nederland helemaal niet aan de orde. Doodsbedreigingen en moordaanslagen op vips kwamen hier niet meer voor sinds de moord op de gebroeders De Witt in het rampjaar 1672. De moordaanslagen op president John F. Kennedy, zijn broer Robert Kennedy en Martin Luther King in de jaren zestig waren voor ons een ver-van-mijn-bedshow. Met het gijzelingsdrama tijdens de Olympische Spelen in München in 1972 kwam het gevaar al dichterbij. De treinkaping bij De Punt in 1977 bleek een voorbode van een verharding in de maatschappij en toenemende culturele, politieke en godsdienstige spanningen. De ontvoering van Maup Caransa in de jaren zeventig, de ontvoering van Freddy Heineken en de moord op Gerrit Jan Heijn in de jaren tachtig waren de eerste criminele daden in Nederland die rechtstreeks op vips waren gericht.
De aanslagen op de Twin Towers en het Pentagon bleken het begin van een nieuw tijdperk. De griezelig goed georganiseerde aaneenschakeling van terreurdaden in New York en Washington heeft in de hele wereld tot een reeks kettingreacties geleid, zoals de invallen in Afghanistan en Irak en de terreuraanslagen in Madrid en Londen. Daardoor verharde het politieke klimaat in Nederland ook razendsnel. Met onder meer de moorden op Pim Fortuyn en Theo van Gogh tot gevolg.

## Financiële en politiek-religieuze motieven
Naast financiële motieven van criminelen vormen nu ook politiek-religieuze motieven van terroristische groeperingen de oorzaak van toenemende dreigementen aan het adres van politici, opinieleiders en vips in verschillende sectoren; van sport tot amusement, van bedrijfsleven tot openbaar bestuur. Persoonsbeveiliging is daardoor een hot item geworden. De behoefte aan gediplomeerde en gecertificeerde persoonsbeveiligers, zowel mannen als vrouwen, neemt dan ook steeds meer toe.